# Максім Груссе
Максім Груссе (фр. Maxime Grousset, 24 квітня 1999) — французький плавець.
Учасник Олімпійських Ігор 2020 року.
Призер Чемпіонату світу з водних видів спорту 2019 року.
Чемпіон Європи з водних видів спорту 2018 року.
Призер Чемпіонату Європи з плавання на короткій воді 2019 року.
Призер Чемпіонату світу з плавання серед юніорів 2017 року.